# Unthank (Moray)
Pour les articles homonymes, voir Unthank.
Unthank est une localité écossaise située dans la municipalité de Moray. Le lieu avait une chapelle dédiée à la Vierge Marie.